# Султонобод (район Рудаки)
Султонобод (тадж. Султонобод) — село в районе Рудаки Республики Таджикистан. Входит в состав джамоата (сельской общины) Султонобод, его административный центр.
Находится на расстоянии 18 км от районного центра (пгт. Сомониён).
Население — 1644 чел. (2017).